# Prefectura Yamagata
Prefectura Yamagata (山形県 Yamagata-ken?) este una din prefecturile din Japonia. Capitala prefecturii este orașul Yamagata.

## Geografie

Harta prefecturii Yamagata

### Municipii
Prefectura cuprinde 13 localități cu statut de municipiu (市):
| - Higashine - Kaminoyama - Murayama - Nagai | - Nan'yō - Obanazawa - Sagae | - Sakata - Shinjō - Tendō | - Tsuruoka - Yamagata (centrul prefectural) - Yonezawa |

1. ↑  Japan Prefectures (în engleză), arhivat din original la |archive-url= necesită |archive-date= (ajutor)
2. ↑   (PDF), Geospatial Information Authority of Japan[*], p. 17 https://www.gsi.go.jp/KOKUJYOHO/MENCHO/backnumber/GSI-menseki20210101.pdf Lipsește sau este vid: |title= (ajutor)